# Sinéquia

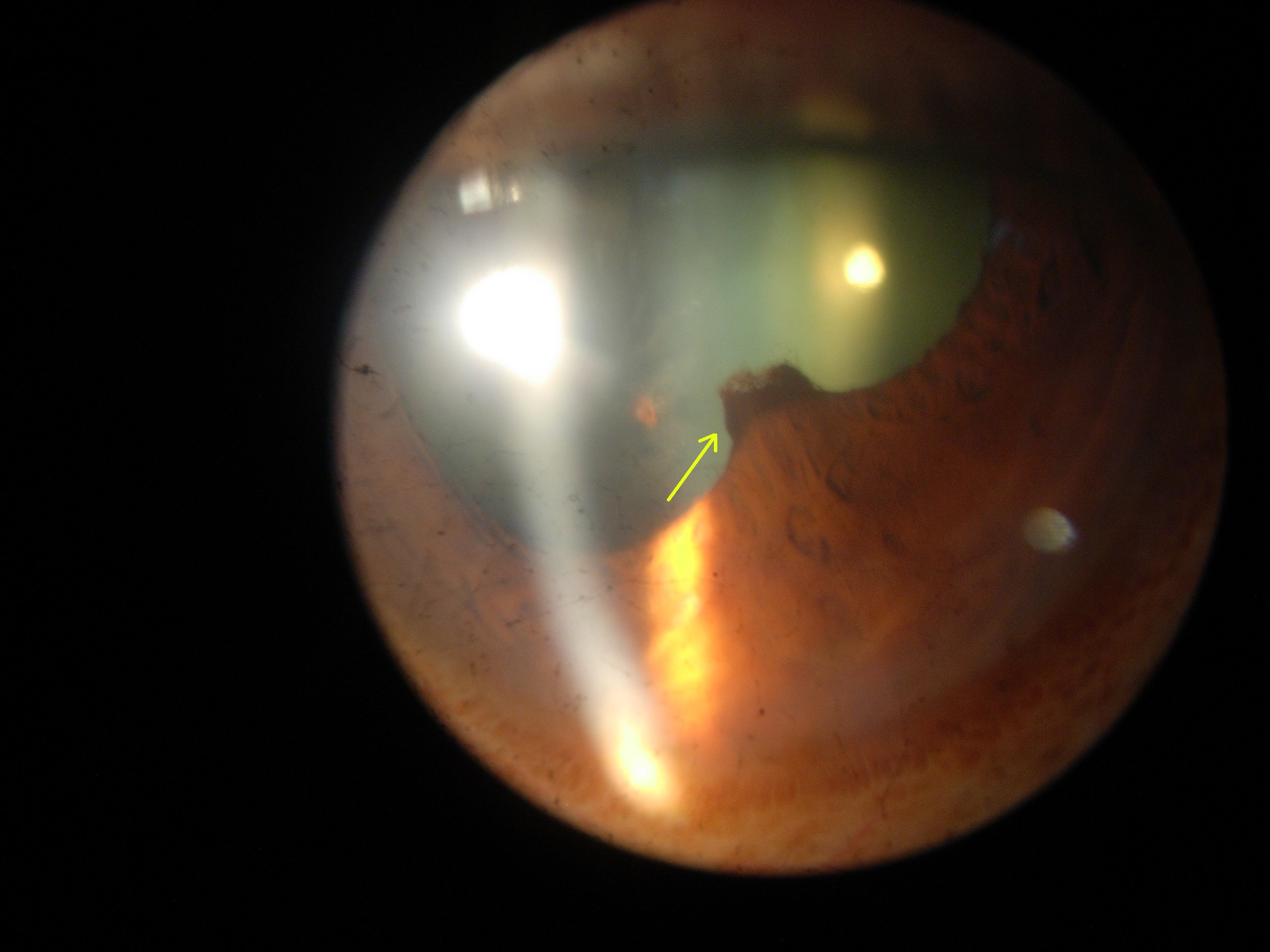
Sinequia posterior, parte da íris aderida ao cristalino.

Uma sinequia é a aderência de tecidos e pode se referir à:
- Aderência da íris à córnea (sinequia anterior) ou ao cristalino (sinequia posterior); [1]
- Coalescência ou fusão dos pequenos lábios da genitália;[2]
- Útero bicorno, quando a parede do útero se cola;
- Aderência das pregas vocais.
- Podem ocorrer sinéquias junto da cápsula de Bowman (Rim), onde envolve a cápsula e o glomérulo, levando inclusive este glomérulo a esclerose com coroa de podócitos e depósitos segmentar de IgM nas áreas de esclerose.